# Шатохін Володимир Миколайович
Володимир Іванович Шатохін (11 травня 1951- 09 березня 2010) — радянський футболіст, який грав на позиції воротаря. Найбільш відомий за виступами у складі дніпропетровського «Дніпра» у вищій лізі чемпіонату СРСР.

## Клубна кар'єра
Володимир Шатохін розпочав займатися футболом у ДЮСШ міста Ромни. Розпочав виступи в командах майстрів у 1972 році в команді другої ліги «Авангард» з Севастополя, де грав протягом року. У 1974 році став гравцем іншої команди другої ліги «Фрунзенець» із Сум, де грав до кінця сезону 1976 року.
У 1977 році Володимир Шатохін отримав запрошення від команди вищої ліги чемпіонату СРСР «Дніпро» з Дніпропетровська. У команді швидко став основним воротарем, проте команда невдало виступила в сезоні 1978 року, та вибула до першої ліги. Усього у вищій лізі Шатохін зіграв 43 матчі. Наступний сезон Володимир Шатохін захищав ворота «Дніпра» вже у першій лізі. Протягом сезону 1980 року, за підсумками якого «Дніпро» повернувся до вищої ліги, Шатохін перейшов до складу команди другої ліги «Кривбас» з Кривого Рога. Наступного року футболіст разом із командою став чемпіоном УРСР, хоча путівку до першої ліги команда у відбірковому турнірі здобути не зуміла. У 1982 році Володимир Шатохін став гравцем команди першої ліги «Металург» із Запоріжжя, де також був основним воротарем. Після закінчення сезону 1983 року Володимир Шатохін завершив виступи на футбольних полях.

## Досягнення
- Переможець Чемпіонату УРСР з футболу 1981, що проводився у рамках турніру в шостій зоні другої ліги СРСР.